# Mikosch rückt ein (1928)
Mikosch rückt ein ist ein deutsches Stummfilm-Militärlustspiel aus dem Jahre 1928 von Rolf Randolf mit Julius von Szöreghy in der Titelrolle. 

## Handlung
Mikosch Braun, ein gut situierter Fabrikant mit draller Ehefrau und bildhübscher Tochter, ist ganz und gar nicht erbaut, als eines Tages vom Militär ein Einberufungsbefehl ins Haus flattert. Als Reservist, so befinden die Offiziersoberen, ist es trotz seines fortgeschrittene Alters mal wieder an der Zeit, dass der kleine, quirlige Mikosch an einem Manöver teilnimmt. Da Mikosch so gar keine Lust darauf hat, bei Wind und Wetter durchs Gelände zu laufen und in voller Montur durch den Schlamm zu robben, kommt er auf eine „grandiose“ Idee: Sein bester Kumpel Toni Hupfner soll statt seiner dem Einberufungsbefehl folgen! Natürlich ist Mikosch bereit, sich das etwas kosten zu lassen. 
Bald aber gibt es Gründe, das Mikosch doch höchstpersönlich einrücken muss, denn es ist Gefahr in Verzug! Seine Tochter Lilly wird in, wie Mikosch findet, unangemessener Weise von Oberleutnant von Banfy angehimmelt, und das, obwohl Mikosch eine eheliche Verbindung seines hübschen Sprosses mit ihrem Cousin Alfred Braun plant. Daher sieht Mikosch zu, dass er, wenn er denn schon einrücken muss, wenigstens der Bursche Banfys wird. Damit kann er am besten ein Auge auf die Aktivitäten des jungen Lilly-Verehrers werfen. Dies führt im Verlauf der weiteren Geschichte aber auch zu allerlei Verwicklungen, ehe es ein Happyend gibt.

## Produktionsnotizen
Gedreht im Frühjahr 1928 in den Filmstudios von Staaken bei Berlin, passierte Mikosch rückt ein am 23. Mai desselben Jahres die Filmzensur und wurde am 30. November 1928 in Berlins Phoebus-Palast uraufgeführt. Die Länge des mit Jugendverbot belegten Siebenakters betrug 2615 Meter. In Österreich lief der Streifen unter dem leicht veränderten Titel Miklos rückt ein, gelegentlich auch als Der Korporal vom Tag.
Die Filmbauten entwarfen Ernö Metzner und Ernst Meiwers. Die Zwischentitel besorgte Paul Morgan, der auch eine Nebenrolle spielte.
1952 wurde mit Georg Thomalla und Oskar Sima in der Titelrolle ein weiterer Film unter demselben Titel gedreht, der sich jedoch inhaltlich grundlegend von dem Stummfilm unterscheidet.

## Kritiken
Das Kino-Journal schrieb: „Eine lustige österreichische [sic!] Militärhumoreske, die in der Inszenierung durch Rolf Randolf beste Lacheffekte hat. Populäre Typen in gut kombinierten Lustspielsituationen sorgen von Szene zu Szene für die beste Unterhaltung des Zuschauers.“
Die Kärntner Zeitung verortete „besten Humor“ und „eine Reihe drolligster Abenteuer.“